# Heinrich Knaust
Heinrich Knaust (auch: Knaustinus, Knustinus, Knust, Cnaustinua, Cnustinus; * 31. August 1520 in Hamburg; † 7. November 1580 in Erfurt) war ein deutscher Pädagoge, Dramatiker, neulateinischer Dichter und römisch-katholischer Theologe.

## Leben
Heinrich Knaust wurde als Sohn eines Goldschmiedes geboren. 1537 immatrikulierte er sich an der Universität Wittenberg und kam 1540 nach Kölln. Hier wurde er Leiter der Lateinschule und ließ dort am 6. Januar 1541 das von ihm verfasste Dreikönigsspiel aufführen. Seit 1543 wirkte er als Rektor in Stendal und heiratete dort. Er trat zum katholischen Glauben über und wurde Kanoniker in Erfurt. Knaust machte sich seinerzeit als Dramatiker einen Namen. Seine Dramen behandeln, der Zeit entsprechend, biblische Themen. Zudem verfasste er lateinische Gedichte und Abhandlungen religiösen Inhalts.

## Werke (Auswahl)
- Tragödia von verordnung der Stende. Wittenberg 1539.
- Comoedia latina de sacrificio Abrahae. Wittenberg 1539 (nicht mehr auffindbar).
- Ein seer schön vnd nützl. Spiel, v. der liebl. Geburt unsers Herren Jesu Christi. Köln 1541, Frankfurt am Main 1571.
- Dido. Frankfurt am Main 1566.
- Agapetus scholasticus. Straßburg 1572.
- Pecuparunpius. Ohne Ort (Erfurt) 1574.
- Fünff Bücher Von der Göttlichen und Edlen Gabe der Philosophischen, hochthewren und wunderbaren Kunst, Bier zu brawen. Erfurt 1575 (Digitalisat).